# Мыстковский, Пшемыслав
Пшемыслав Мыстковский (пол. Przemysław Mystkowski; 25 апреля 1998 года, Белосток, Польша) — польский футболист, играющий на позиции нападающего клуба «Тыхы».

## Клубная карьера
Мыстковский является воспитанником «Ягеллонии». В конце сезон 2013/2014 стал привлекаться к тренировкам с основной командой. 31 мая 2014 года дебютировал в польском чемпионате в поединке последнего тура против «Краковии», выйдя на замену после перерыва вместо Павела Дражбы. На тот момент футболисту было только 16 лет.
В сезоне 2014/2015 Мыстковский появлялся на поле семь раз, в основном выходя на замену в концовках матчей. В сезоне 2015/2016 отметился выходами уже в 15 поединках, в трёх из них — в основном составе. 14 мая 2016 года забил свой первый мяч в профессиональном футболе в ворота «Короны».

## Карьера в сборной
Выступал за юношеские сборные Польши до 16 и 17 лет. Принимал участие в отборочных матчах к юношескому чемпионату Европы 2015 года, однако в финальную часть вместе с командой не попал.

## Достижения
- Бронзовый призёр чемпионата Польши по футболу: 2014/2015